# Лаза Лазић
Лаза Лазић (Сомбор, 23. јун 1929 — Београд, 2023) био је српски књижевник.

## Живот
Рођен 23. јуна 1929. године, у Сомбору где је завршио основну школу („Браће Михаиловић“ – славну Вежбаоницу) и гимназију (сада „Вељко Петровић“). Студирао је филозофију и југословенске језике и књижевност у Београду.
Био је активан у српској књижевности од 1952. као писац, уредник, издавач, преводилац и културни активиста. Био је члан Удружења књижевника Србије и Матице српске од 1956. године,
Осим литературе за одрасле, почео је 1970-их да објављује и књиге за децу. До сада му је изишло тридесетак књига за младе читаоце свих узраста, романа, приповедака, песама, поема, бајки и других облика уметничке књижевности.
Био је уредник водећих књижевних часописа, уредник лепе књижевности у великим издавачким предузећима и сарадник радија, где су му емитовани прилози, драме, музичко-литерарне вишегодишње серије. Секретар часописа Савременик и уредник у Култури.
О књигама и делу Лазе Лазића писали су у књигама, часописима и листовима између осталих: ак. Милан Богдановић, ак. Предраг Палавестра, Милош И. Бандић, Богдан А. Поповић, Слободан Марковић, Васа Павковић, Љиљана Шоп, Предраг Протић, ак. Душан Костић, Радојица Таутовић, ак. Стеван Раичковић, ак. Павле Угринов, ак. Александар Тишма, Јован Дунђин, Вера Јанићијевић, Сава Бабић, Богдан Чиплић, Иван Шоп, ак. Владета Вуковић, ак. Ристо Василевски, Раша Попов, Милосав Мирковић, Жика Богдановић, арх. Слободан Машић, Хасан Мерџан, Петар Жебељан, Гордана Малетић, Јован Љуштановић и многи други.

## Битнија дела

### Песме
- Пловећи чардак, Матица српска, Нови Сад, 1973.
- Светлосни зјап, Књиготека, Београд, 2001.
- Фантазмагорија у сутон, Мидимпринт, Београд, 2005.
- Бусен црнице, Летопис Матице српске, Нови Сад, 2005

### Песме за децу
- На дрвету чавка, Бигз, Београд, 1973.
- Тиха земља, Дечије новине, Горњи Милановац, 1994.
- Песме о поврћу, Народна књига, Београд, 2006.

### Есеји
- Шум лишћа, Тардис, Београд, 2010.

## Награде
- Невен - награда за најбољу књигу за децу - за књигу „На дрвету чавка“, - 1974. године[3]
- Награда за животно дело - за књижевно стваралаштво за децу и омладину - Змајевих дечјих игара, 2000. године[3]
- Награда „Златан кључић“ - Награда Смедеревске песничке јесени, за поезију за децу, 2010. године[3]
- Изузетна „Вукова награда“, 2013. године[4]
- Звање Витез од духа и хумора (Гашин сабор, 2018), додељују Центар за уметност стрипа Београд при Удружењу стрипских уметника Србије и Дечји културни центар Београд[5]
- Награда “Породице бистрих потока” – Књижевна награда заједнице “Породица бистрих потока” и еколошког одбора Удружења књижевника Србије за књиге у којима се велича природа и истиче значај очувања животне средине (За књиге “Песме о поврћу” и “Покретни жбун”) – 2008. године[3]
- Златни венац, награда за најбољу књигу издавача о десетогодишњици постојања и рада – (1991-2001) “Књиготеке”, – 2001. године[3]
- Награда за најбољи роман године Раде Обреновић – за роман Муња у капи росе, 2009. године[3]
- Награда за најбољи текст комедије – за текст “Дан слободе” – Друштва књижевника Војводине, – 1980. године[3]
- Прва награда за најбољу радио-драму године – за радио игру “Чиндирија и Чиндиријини синови”, – 1974. године[3]
- II награда за најбољу радио драму за децу – Југословенског фестивала Радија, у Охриду – за радио игру “Чиндирија и Чиндиријини синови”, – 1975. године[3]
- Змајев штап – Награда за рад на књижевности за децу – Змајевих дечјих игара, – 1999. године[3]